# Відслонення міоценових відкладів у селі Чехів
Відслонення міоценових відкладів у селі Чехів — геологічна пам'ятка природи місцевого значення в Україні. Розташована у селі Чехів Чортківського району Тернопільської області, в долині річки Коропець. 
Площа — 0,1 га. Оголошене об'єктом природно-заповідного фонду рішенням виконкому Тернопільської обласної ради від 26 грудня 1983 року № 496. Перебуває у віданні Чехівської сільради. 
Під охороною — відслонення породи гельветського ярусу (міоцен), де є т. зв. бережанські й нагірянські верстви. Перші з них представлені темно-сірою глиною, ясно-сірим мергелем і зеленуватою піщаною глиною. Другі — ясно-жовтим вапняковистим пісковиком з галькою чорного кремнію. Загальна потужність відкладів 2,25 м. 
Відклади міоцену залягають на розмитій поверхні верхньокрейдового (туронського) вапняку. Відслонення міоценових відкладів має наукову цінність як стратотип бережанських верств гельветського ярусу неогенової системи.